# Pital Nuevo
Pital Nuevo är en ort i Mexiko.   Den ligger i kommunen Carmen och delstaten Campeche, i den östra delen av landet, 900 km öster om huvudstaden Mexico City. Pital Nuevo ligger 21 meter över havet och antalet invånare är 667.
Terrängen runt Pital Nuevo är mycket platt. Runt Pital Nuevo är det glesbefolkat, med 11 invånare per kvadratkilometer. Närmaste större samhälle är Licenciado Gustavo Díaz Ordaz, 4,9 km nordost om Pital Nuevo. Omgivningarna runt Pital Nuevo är en mosaik av jordbruksmark och naturlig växtlighet.